# Sportgemeinschaft 09 Wattenscheid 1994-1995
Questa voce raccoglie le informazioni riguardanti la Sportgemeinschaft 09 Wattenscheid nelle competizioni ufficiali della stagione 1994-1995.

## Stagione
Nella stagione 1994-1995 il Wattenscheid, allenato da Hans-Peter Briegel e Franz-Josef Kneuper, concluse il campionato di 2. Bundesliga al 10º posto. In Coppa di Germania il Wattenscheid fu eliminato al secondo turno dal Colonia.

## Rosa
| N. |                     | Ruolo | Calciatore         |
| -- | ------------------- | ----- | ------------------ |
| 4  | Germania (bandiera) | D     | Andreas Teichmann  |
| 14 | Germania (bandiera) | C     | Dennis Lucke       |
| 22 | Germania (bandiera) | D     | Olaf Skok          |
|    | Germania (bandiera) | P     | Frank Kurth        |
|    | Germania (bandiera) | D     | Andreas Golombek   |
|    | Germania (bandiera) | D     | Carsten Keuler     |
|    | Germania (bandiera) | D     | Hans-Werner Moser  |
|    | Germania (bandiera) | D     | Uwe Neuhaus        |
|    | Germania (bandiera) | D     | Patrick Notthoff   |
|    | Germania (bandiera) | D     | Thomas Ridder      |
|    | Germania (bandiera) | D     | Jörg Sobiech       |
|    | Germania (bandiera) | D     | Alexander Strehmel |
|    | Germania (bandiera) | C     | Eduard Buckmaier   |

| N. |                                 | Ruolo | Calciatore       |
| -- | ------------------------------- | ----- | ---------------- |
|    | Polonia (bandiera)              | C     | Mirosław Giruc   |
|    | Germania (bandiera)             | C     | Marko Jedlicka   |
|    | Bosnia ed Erzegovina (bandiera) | C     | Ivica Jozić      |
|    | Germania (bandiera)             | C     | Dirk Klinge      |
|    | Rep. Ceca (bandiera)            | C     | Karel Kula       |
|    | Gambia (bandiera)               | C     | Abu Njie         |
|    | Germania (bandiera)             | C     | Carsten Wolters  |
|    | Polonia (bandiera)              | A     | Marek Leśniak    |
|    | Germania (bandiera)             | A     | Tino Milde       |
|    | Germania (bandiera)             | A     | Michael Preetz   |
|    | Germania (bandiera)             | A     | Giuseppe Reina   |
|    | Germania (bandiera)             | A     | Guido Silberbach |

## Organigramma societario
Area tecnica
- Allenatore: Franz-Josef Kneuper
- Allenatore in seconda:
- Preparatore dei portieri:
- Preparatori atletici:

## Calciomercato

### Sessione estiva
| Acquisti | Acquisti           | Acquisti          | Acquisti |
| R.       | Nome               | da                | Modalità |
| -------- | ------------------ | ----------------- | -------- |
| C        | Mirosław Giruc     | Lechia Danzica    |          |
| D        | Andreas Golombek   | Verl              |          |
| D        | Carsten Keuler     | Colonia           |          |
| C        | Dirk Klinge        | Karlsruhe         |          |
| P        | Frank Kurth        | Rot-Weiss Essen   |          |
| C        | Abu Njie           | Trinity Zlín      |          |
| D        | Patrick Notthoff   | Duisburg          |          |
| A        | Michael Preetz     | Duisburg          |          |
| D        | Jörg Sobiech       | Kickers Stoccarda |          |
| D        | Alexander Strehmel | Stoccarda         |          |

| Cessioni | Cessioni           | Cessioni           | Cessioni |
| R.       | Nome               | a                  | Modalità |
| -------- | ------------------ | ------------------ | -------- |
| A        | Alexander Löbe     | Duisburg           |          |
| D        | Thomas Audehm      | Wattenscheid 09 II |          |
| D        | Jörg Bach          | Amburgo            |          |
| D        | Thorsten Daniel    | Wattenscheid 09 II |          |
| C        | Thorsten Fink      | Karlsruhe          |          |
| C        | Karsten Hutwelker  | Wuppertal          |          |
| A        | Ali Ibrahim        | Winterthur         |          |
| P        | Udo Mai            | Schalke 04         |          |
| D        | Roger Prinzen      | Hannover 96        |          |
| A        | Souleyman Sané     | Wacker Innsbruck   |          |
| D        | Jörg Silberbach    | VfR Sölde          |          |
| C        | Stefan Studer      | Hannover 96        |          |
| D        | Andrij Sydel'nykov | Wattenscheid 09 II |          |

### Sessione invernale
| Acquisti | Acquisti | Acquisti | Acquisti |
| R.       | Nome     | da       | Modalità |
| -------- | -------- | -------- | -------- |

| Cessioni | Cessioni         | Cessioni    | Cessioni |
| R.       | Nome             | a           | Modalità |
| -------- | ---------------- | ----------- | -------- |
| D        | Stefan Emmerling | Hannover 96 |          |

## Risultati

### 2. Bundesliga

#### Girone di andata
| Arbitro: | Fischer |

|                                      |           |                          |
| Preetz 10’, 79’ Kula 48’ Wolters 84’ | Marcatori | 19’ Bärwolf 90’ Heidrich |

| Arbitro: | Koop |

|            |           |             |
| Glavaš 41’ | Marcatori | 13’ Neuhaus |

| Arbitro: | Frey |

|                      |           |                   |
| Moser 39’ Preetz 44’ | Marcatori | 17’, 42’ Zweigler |

| Arbitro: | Osmers |

|                       |           |  |
| Radványi 75’ Reeb 89’ | Marcatori |  |

| Colonia 19 settembre 1994, ore 20:15 CEST 5ª giornata | Fortuna Colonia | 0 – 0 referto | Wattenscheid 09 | Südstadion (7 500 spett.)\| Arbitro: \| Rüdiger \| |
| Arbitro:                                              | Rüdiger         |               |                 |                                                    |

| Arbitro: | Hauer |

|                       |           |                |
| Wolters 19’ Reina 40’ | Marcatori | 38’ Kobylański |

| Arbitro: | Müller |

|             |           |           |
| Straube 33’ | Marcatori | 87’ Moser |

| Arbitro: | Ertl |

|  |           |             |
|  | Marcatori | 90’ Bremser |

| Arbitro: | Leimert |

|                                                       |           |             |
| Driller 7’ Schweißing 35’ Hollerbach 68’ Savichev 77’ | Marcatori | 23’ Leśniak |

| Arbitro: | Byernetzky |

|                                  |           |                         |
| Golombek 18’ Klinge 71’ Kula 83’ | Marcatori | 60’ Klopp 80’ Brinkmann |

| Arbitro: | Stark |

|                          |           |             |
| Schneider 62’ Wagner 78’ | Marcatori | 81’ Leśniak |

| Arbitro: | Albers |

|                                                              |           |                                 |
| Preetz 34’, 45’ Notthoff 47’ Wolters 86’ Klinge 87’ Skok 89’ | Marcatori | 26’ Milovanović 44’ Kapetanović |

| Arbitro: | Fleischer |

|  |           |             |
|  | Marcatori | 52’ Wolters |

| Arbitro: | Dardenne |

|                     |           |                         |
| Wolters 3’ Jozić 4’ | Marcatori | 69’ Lieberam 81’ Butrej |

| Arbitro: | Hufgard |

|                                       |           |  |
| Milde 43’ Lange 62’ Chałaśkiewicz 75’ | Marcatori |  |

| Arbitro: | Brandt-Chollé |

|                       |           |                          |
| Preetz 1’ Wolters 17’ | Marcatori | 42’ Reichel 59’ Petrenko |

| Arbitro: | Fleske |

|                          |           |                      |
| Sievers 6’ Rauffmann 20’ | Marcatori | 57’ Jozić 68’ Preetz |

#### Girone di ritorno
| Arbitro: | Leimert |

|  |           |                         |
|  | Marcatori | 45’ Buckmaier 85’ Jozić |

| Bochum 24 febbraio 1995, ore 19:30 CET 19ª giornata | Wattenscheid 09 | 0 – 0 referto | Fortuna Düsseldorf | Lohrheidestadion (4 622 spett.)\| Arbitro: \| Hilmes \| |
| Arbitro:                                            | Hilmes          |               |                    |                                                         |

| Arbitro: | Kiefer |

|                                    |           |  |
| Wienhold 6’ Aračić 89’ Seifert 90’ | Marcatori |  |

| Arbitro: | Dehmelt |

|                                 |           |               |
| Leśniak 7’, 21’, 73’ Preetz 45’ | Marcatori | 20’ Stickroth |

| Arbitro: | Müller |

|  |           |          |
|  | Marcatori | 90’ Beck |

| Arbitro: | Brandt-Chollé |

|  |           |             |
|  | Marcatori | 77’ Wolters |

| Bochum 1º aprile 1995, ore 15:30 CEST 24ª giornata | Wattenscheid 09 | 0 – 0 referto | Norimberga | Lohrheidestadion (1 800 spett.)\| Arbitro: \| Kemmling \| |
| Arbitro:                                           | Kemmling        |               |            |                                                           |

| Arbitro: | Frey |

|                                 |           |           |
| Lünsmann 15’, 27’ Schiemann 57’ | Marcatori | 85’ Reina |

| Bochum 16 aprile 1995, ore 15:00 CEST 26ª giornata | Wattenscheid 09 | 0 – 0 referto | St. Pauli | Lohrheidestadion (3 372 spett.)\| Arbitro: \| Fandel \| |
| Arbitro:                                           | Fandel          |               |           |                                                         |

| Arbitro: | Rüdiger |

|                      |           |  |
| Ouakili 48’ Hock 82’ | Marcatori |  |

| Arbitro: | Dörr |

|                                     |           |  |
| Teichmann 7’ Preetz 30’ Wolters 33’ | Marcatori |  |

| Arbitro: | Pohlmann |

|               |           |                                             |
| Henderson 38’ | Marcatori | 6’, 67’ Wolters 34’, 90’ Reina 55’ Golombek |

| Arbitro: | Scheuerer |

|                                         |           |                  |
| Leśniak 19’, 62’ Golombek 39’ Reina 60’ | Marcatori | 68’, 84’ Freiler |

| Arbitro: | Koop |

|                                 |           |            |
| Reich 7’ Meißner 73’ Butrej 80’ | Marcatori | 55’ Preetz |

| Arbitro: | Ertl |

|  |           |                                       |
|  | Marcatori | 2’, 24’ Milde 11’ Ehlers 40’ Beinlich |

| Arbitro: | Osmers |

|             |           |            |
| Kirsten 33’ | Marcatori | 84’ Ridder |

| Arbitro: | Best |

|  |           |                       |
|  | Marcatori | 65’ Myyry 74’ Böttche |

### Coppa di Germania
| Arbitro: | Schmidt |

|                  |           |                            |
| Flindt-Bjerg 54’ | Marcatori | 5’, 36’ Preetz 83’ Leśniak |

| Arbitro: | Strampe |

|             |           |                                   |
| Wolters 60’ | Marcatori | 45’ Andersen 63’ Greiner 89’ Rudy |

## Statistiche

### Statistiche di squadra
| Competizione      | Punti | In casa | In casa | In casa | In casa | In casa | In casa | In trasferta | In trasferta | In trasferta | In trasferta | In trasferta | In trasferta | Totale | Totale | Totale | Totale | Totale | Totale | DR |
| Competizione      | Punti | G       | V       | N       | P       | Gf      | Gs      | G            | V            | N            | P            | Gf           | Gs           | G      | V      | N      | P      | Gf     | Gs     | DR |
| ----------------- | ----- | ------- | ------- | ------- | ------- | ------- | ------- | ------------ | ------------ | ------------ | ------------ | ------------ | ------------ | ------ | ------ | ------ | ------ | ------ | ------ | -- |
| 2. Bundesliga     | 44    | 17      | 7       | 6       | 4       | 32      | 24      | 17           | 4            | 5            | 8            | 18           | 28           | 34     | 11     | 11     | 12     | 50     | 52     | -2 |
| Coppa di Germania | -     | 1       | 0       | 0       | 1       | 1       | 3       | 1            | 1            | 0            | 0            | 3            | 1            | 2      | 1      | 0      | 1      | 4      | 4      | 0  |
| Totale            | 44    | 18      | 7       | 6       | 5       | 33      | 27      | 18           | 5            | 5            | 8            | 21           | 29           | 36     | 12     | 11     | 13     | 54     | 56     | -2 |

### Andamento in campionato
| Giornata  | 1 | 2 | 3 | 4 | 5 | 6 | 7 | 8  | 9  | 10 | 11 | 12 | 13 | 14 | 15 | 16 | 17 | 18 | 19 | 20 | 21 | 22 | 23 | 24 | 25 | 26 | 27 | 28 | 29 | 30 | 31 | 32 | 33 | 34 |
| --------- | - | - | - | - | - | - | - | -- | -- | -- | -- | -- | -- | -- | -- | -- | -- | -- | -- | -- | -- | -- | -- | -- | -- | -- | -- | -- | -- | -- | -- | -- | -- | -- |
| Luogo     | C | T | C | T | T | C | T | C  | T  | C  | T  | C  | T  | C  | T  | C  | T  | T  | C  | T  | C  | C  | T  | C  | T  | C  | T  | C  | T  | C  | T  | C  | T  | C  |
| Risultato | V | N | N | P | N | V | N | P  | P  | V  | P  | V  | V  | N  | P  | N  | N  | V  | N  | P  | V  | P  | V  | N  | P  | N  | P  | V  | V  | V  | P  | P  | N  | P  |
| Posizione | 3 | 4 | 7 | 9 | 9 | 8 | 8 | 10 | 13 | 12 | 14 | 10 | 8  | 8  | 9  | 9  | 10 | 9  | 9  | 11 | 9  | 8  | 8  | 8  | 9  | 10 | 10 | 10 | 9  | 7  | 7  | 10 | 9  | 10 |

Legenda:

Luogo: C = Casa; T = Trasferta. Risultato: V = Vittoria; N = Pareggio; P = Sconfitta.

### Statistiche dei giocatori
| Giocatore     | 2. Bundesliga | 2. Bundesliga | 2. Bundesliga | 2. Bundesliga | Coppa di Germania | Coppa di Germania | Coppa di Germania | Coppa di Germania | Totale   | Totale | Totale      | Totale     |
| Giocatore     | Presenze      | Reti          | Ammonizioni   | Espulsioni    | Presenze          | Reti              | Ammonizioni       | Espulsioni        | Presenze | Reti   | Ammonizioni | Espulsioni |
| ------------- | ------------- | ------------- | ------------- | ------------- | ----------------- | ----------------- | ----------------- | ----------------- | -------- | ------ | ----------- | ---------- |
| E. Buckmaier  | 14            | 1             | 2             | 0             | 0                 | 0                 | 0                 | 0                 | 14       | 1      | 2           | 0          |
| S. Emmerling  | 10            | 0             | 4             | 0             | 2                 | 0                 | 0                 | 0                 | 12       | 0      | 4           | 0          |
| M. Giruc      | 5             | 0             | 0             | 0             | 1                 | 0                 | 0                 | 0                 | 6        | 0      | 0           | 0          |
| A. Golombek   | 32            | 3             | 4             | 0             | 0                 | 0                 | 0                 | 0                 | 32       | 3      | 4           | 0          |
| M. Jedlicka   | 0             | 0             | 0             | 0             | 0                 | 0                 | 0                 | 0                 | 0        | 0      | 0           | 0          |
| I. Jozić      | 24            | 3             | 0             | 0             | 1                 | 0                 | 1                 | 0                 | 25       | 3      | 1           | 0          |
| C. Keuler     | 22            | 0             | 8             | 0             | 2                 | 0                 | 0                 | 0                 | 24       | 0      | 8           | 0          |
| D. Klinge     | 21            | 2             | 6             | 0             | 0                 | 0                 | 0                 | 0                 | 21       | 2      | 6           | 0          |
| K. Kula       | 21            | 2             | 5             | 0             | 2                 | 0                 | 0                 | 0                 | 23       | 2      | 5           | 0          |
| F. Kurth      | 34            | 0             | 0             | 0             | 2                 | 0                 | 0                 | 0                 | 36       | 0      | 0           | 0          |
| M. Leśniak    | 32            | 7             | 9             | 0             | 2                 | 1                 | 0                 | 0                 | 34       | 8      | 9           | 0          |
| D. Lucke      | 0             | 0             | 0             | 0             | 0                 | 0                 | 0                 | 0                 | 0        | 0      | 0           | 0          |
| A. Löbe       | 7             | 0             | 1             | 0             | 1                 | 0                 | 0                 | 0                 | 8        | 0      | 1           | 0          |
| T. Milde      | 0             | 0             | 0             | 0             | 0                 | 0                 | 0                 | 0                 | 0        | 0      | 0           | 0          |
| H. Moser      | 13            | 2             | 2             | 0             | 2                 | 0                 | 1                 | 0                 | 15       | 2      | 3           | 0          |
| U. Neuhaus    | 17            | 1             | 1             | 0             | 1                 | 0                 | 0                 | 0                 | 18       | 1      | 1           | 0          |
| A. Njie       | 0             | 0             | 0             | 0             | 0                 | 0                 | 0                 | 0                 | 0        | 0      | 0           | 0          |
| P. Notthoff   | 17            | 1             | 1             | 0             | 2                 | 0                 | 0                 | 0                 | 19       | 1      | 1           | 0          |
| M. Preetz     | 32            | 10            | 3             | 0             | 2                 | 2                 | 0                 | 0                 | 34       | 12     | 3           | 0          |
| G. Reina      | 25            | 5             | 0             | 0             | 1                 | 0                 | 0                 | 0                 | 26       | 5      | 0           | 0          |
| T. Ridder     | 5             | 1             | 0             | 0             | 0                 | 0                 | 0                 | 0                 | 5        | 1      | 0           | 0          |
| G. Silberbach | 2             | 0             | 1             | 0             | 0                 | 0                 | 0                 | 0                 | 2        | 0      | 1           | 0          |
| O. Skok       | 20            | 1             | 2             | 1             | 0                 | 0                 | 0                 | 0                 | 20       | 1      | 2           | 1          |
| J. Sobiech    | 25            | 0             | 5             | 1             | 2                 | 0                 | 0                 | 0                 | 27       | 0      | 5           | 1          |
| A. Strehmel   | 19            | 0             | 3             | 1             | 1                 | 0                 | 0                 | 0                 | 20       | 0      | 3           | 1          |
| A. Teichmann  | 4             | 1             | 0             | 0             | 0                 | 0                 | 0                 | 0                 | 4        | 1      | 0           | 0          |
| C. Wolters    | 33            | 10            | 5             | 0             | 2                 | 1                 | 0                 | 0                 | 35       | 11     | 5           | 0          |